# Sonia Iovan-Inovan
Sonia Iovan-Inovan, née le 29 septembre 1935 à Cluj-Napoca et morte à La Chapelle-de-Brain en France le 5 septembre 2024,, est une gymnaste artistique roumaine.
Elle est médaillée olympique par équipe à Melbourne (1956) et à Rome (1960). Elle est la première médaillée olympique de gymnastique roumaine.

## Biographie

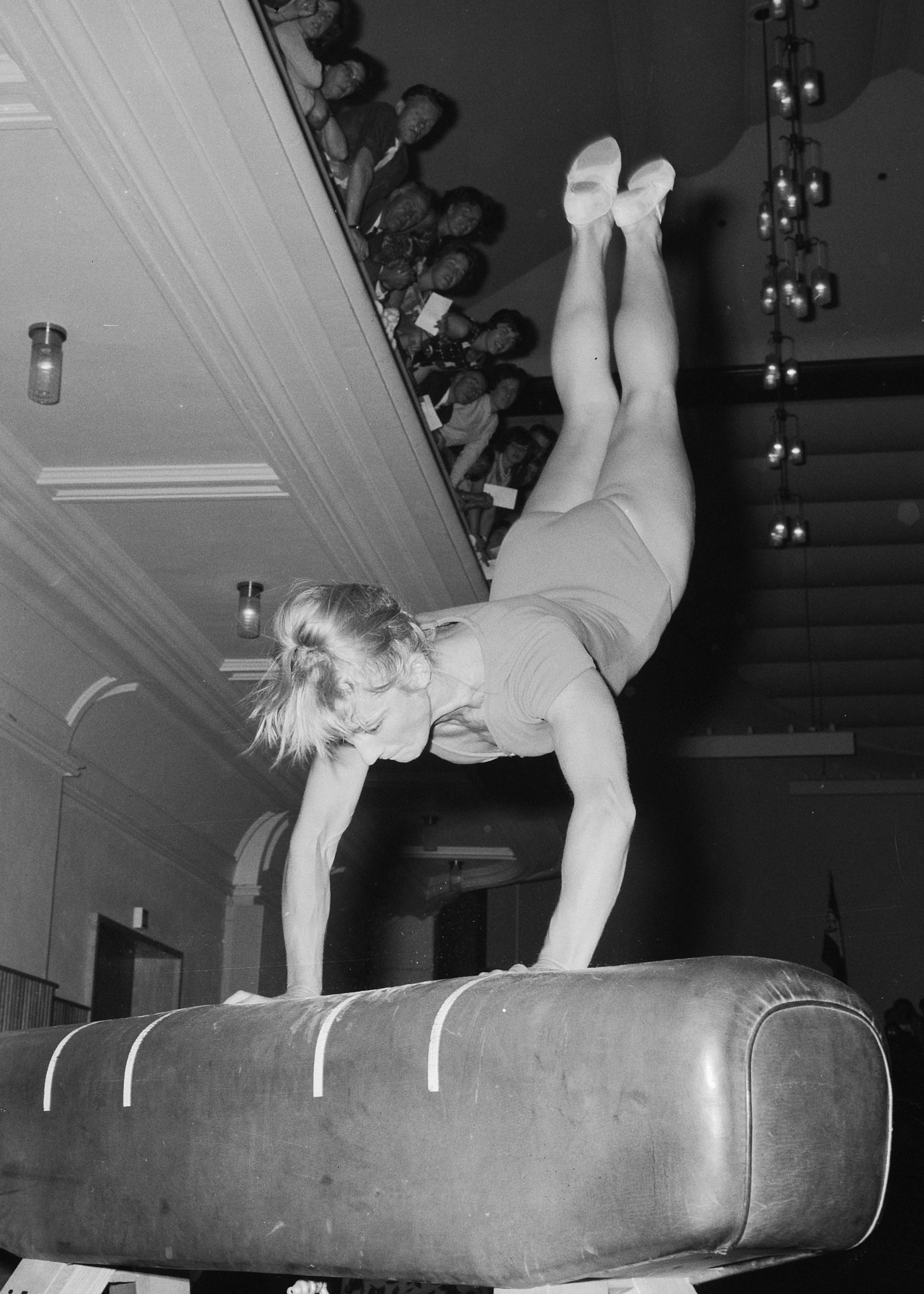
Sonia Iovanen le 2 juillet 1964 à Leyde aux Pays-Bas.

## Palmarès

### Jeux olympiques
- Melbourne 1956
  -  médaille de bronze au concours par équipes
- Rome 1960
  -  médaille de bronze au concours par équipes

### Championnats du monde
- Moscou 1958
  -  médaille de bronze au concours par équipes

### Championnats d'Europe
- Bucarest 1957
  -  médaille d'argent à la poutre
  -  médaille de bronze au saut de cheval
  -  médaille de bronze au concours général individuel
- Cracovie 1959
  -  médaille d'argent à la poutre
  -  médaille de bronze au concours général individuel